# Союз 31
Союз 31 е съветски пилотиран космически кораб, който извежда в Космоса третата посетителска експедиция на орбиталната станция Салют-6.

## Екипажи

### При старта

#### Основен
- Валери Биковски (3) – командир
- Зигмунд Йен (1) – космонавт-изследовател

#### Дублиращ
- Виктор Горбатко – командир
- Еберхард Кьолнер – космонавт-изследовател

### При приземяването
- Владимир Ковальонок – командир
- Александър Иванченков – бординженер

## Параметри на мисията
- Маса: 6800 кг
- Перигей: 196,8 km
- Апогей: 259,9 km
- Наклон на орбитата: 51,64°
- Период: 88,81 мин

## Програма
Първи полет на гражданин от бившата ГДР (а и изобщо от Германия), четвърта посетителска експедиция на борда на станцията „Салют-6“. По това време там се намира вторият дълговременен екипаж Владимир Ляхов и Александър Иванченков.
Това е третият полет по програма „Интеркосмос“, по която военни пилоти от т. нар. Източен блок осъществяват космически полети с продължителност от около 8 денонощия до съветска космическа станция.
Освен политическата цел по време на полета са проведени научни експерименти и изследвания. Проведени са наблюдения на земната повърхност с камерата „MKF-6“ (произведена от „Карл Цайс“), много медицински и биологични експерименти, включващи аудио експеримент, който изследва границите на възприемане на звука и шума. Съвместната работа на четиримата космонавти продължава около 7 денонощия.
Екипажът се приземява с кораба Союз 29, а „Союз 31“ остава скачен за „Салют 6“ за завръщане на космонавтите Ковальонок и Иванченков.
При приземяването си вторият дълговременен екипаж на станцията поставя нов световен рекорд по продължителност на престоя в космоса – над 139 денонощия.